# Фраксионамијенто Сан Антонио (Фронтера)
Фраксионамијенто Сан Антонио (шп. Fraccionamiento San Antonio) насеље је у Мексику у савезној држави Коавила у општини Фронтера. Насеље се налази на надморској висини од 536 м.

## Становништво
Према подацима из 2010. године у насељу су живела 3 становника.

### Хронологија
| Година       | 2000         | 2005 | 2010 |
| ------------ | ------------ | ---- | ---- |
| Становништво | 24 (14 / 10) | 4    | 3    |

### Попис
| # | Индикатор                     | Вредност |
| - | ----------------------------- | -------- |
| 1 | Укупно домаћинстава           | 12       |
| 2 | Укупно насељених домаћинстава | 1        |
| 3 | Величина локације             | 1        |